# Арнеги
Арнеги́ (фр. Arnéguy) — приграничная с Испанией коммуна во Франции, находится в регионе Новая Аквитания. Департамент — Атлантические Пиренеи. Входит в состав кантона Монтань-Баск. Округ коммуны — Байонна.
Код INSEE коммуны — 64047.

## География
Коммуна расположена приблизительно в 700 км к юго-западу от Парижа, в 200 км южнее Бордо, в 80 км к западу от По.

### Климат
Климат тёплый океанический. Зима мягкая, средняя температура января — от +5°С до +13°С, температуры ниже −10 °C бывают редко. Снег выпадает около 15 дней в году с ноября по апрель. Максимальная температура летом порядка 20—30 °C, выше 35 °C бывает очень редко. Количество осадков высокое, порядка 1100 мм в год. Характерна безветренная погода, сильные ветры очень редки.

## Население
Население коммуны на 2010 год составляло 252 человека.
| 1962 | 1968 | 1975 | 1982 | 1990 | 1999 | 2010 |
| ---- | ---- | ---- | ---- | ---- | ---- | ---- |
| 526  | 444  | 397  | 337  | 314  | 286  | 252  |

## Администрация
| Период | Период | Фамилия        | Партия | Примечания |
| ------ | ------ | -------------- | ------ | ---------- |
| 1995   | 2001   | Пьер Бег       |        |            |
| 2001   | 2014   | Гратьен Кюрюче |        |            |
| 2014   | 2020   | Катрин Бег     |        |            |

## Экономика
В 2010 году среди 161 человека трудоспособного возраста (15—64 лет) 114 были экономически активными, 47 — неактивными (показатель активности — 70,8 %, в 1999 году было 64,5 %). Из 114 активных жителей работали 108 человек (58 мужчин и 50 женщин), безработных было 6 (3 мужчин и 3 женщины). Среди 47 неактивных 10 человек были учениками или студентами, 25 — пенсионерами, 12 были неактивными по другим причинам.

## Достопримечательности
- Церковь Успения Божьей Матери (XVII век)[4].

## Фотогалерея

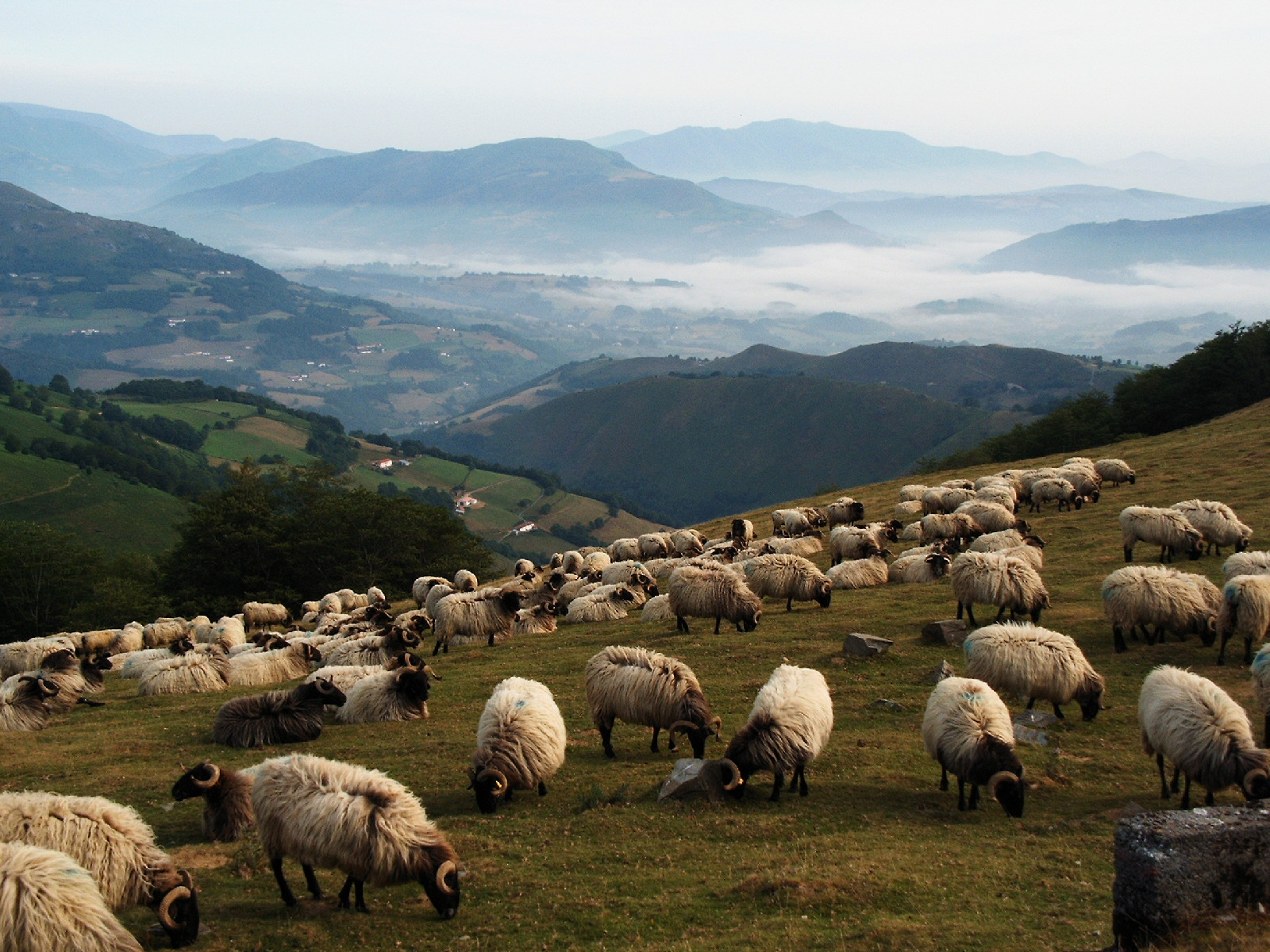
Вид на горы
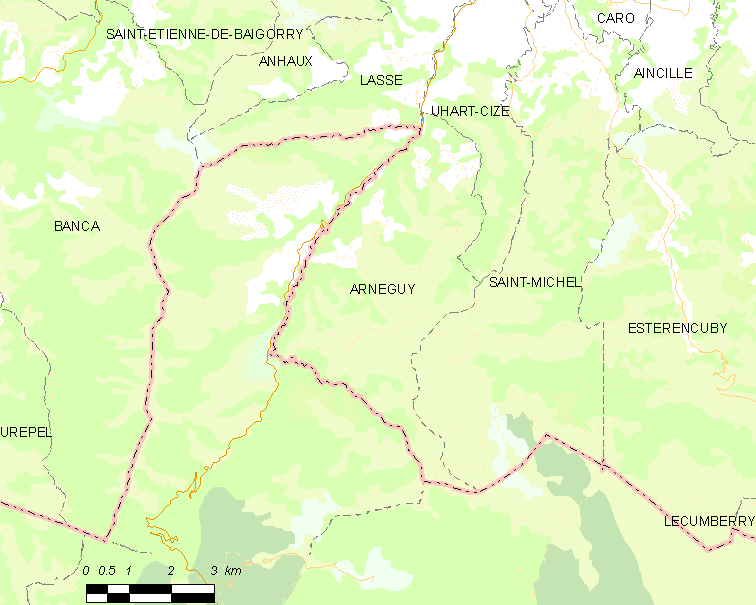
Карта коммуны